# Cololejeunea microlejeuneoides
Cololejeunea microlejeuneoides là một loài Rêu trong họ Lejeuneaceae. Loài này được (Horik.) S. Hatt. mô tả khoa học đầu tiên năm 1952.